# Ribe-Esbjerg HH
El Ribe-Esbjerg HH es un club de balonmano danés de la ciudad de Ribe. Fue fundado en 1973.

## Plantilla 2024-25
|  | Porteros - 01 Niklas Kraft - 16 Ágúst Elí Björgvinsson Extremos izquierdos - 31 Morten Jørgensen - 92 Sune Iversen Extremos derechos - 09 Mads Aarhus Lauridsen - 11 Mathias Jørgensen Pivots - 17 Andreas Søgaard - 21 Axel Franzén | Back players LB - 06 Jonathan Würtz - 19 Jesper Lindgren - 49 Karl Wallinius CB - 04 Elvar Ásgeirsson - 18 Marcus Mørk - 81 Alfred Jönsson RB - 08 Simon Birkefeldt - 14 Nicolaj Kjær Spanggaard - 26 Christian Termansen |